# اولاف
أولاف اسم علم ذكر من أصل نوردي بدائي. أشكال أخرى من من قبيل أولاف وأولوف أولافوس وأولاوس. يتكون الاسم من مقطعين خاصين بالأسماء هما anu «انو» وتعني «الجد الأكبر»، وlaibaR لايبار وتعني «سليل» أو «ذرية».
صيغة الاسم في اللغة الإسكندنافية هو Óláfr والتي تأخذ تنويعات أخرى مثل أولافر، أولايفر، ألايفر، وأنلايفر. وكذلك أولوف والذي هو اسم علم مشتق من الاسم المذكر وكان يُطلق على الإناث.
حمل الاسم العديد من الملوك النرويجيين، من بينهم أولاف الثاني. الصيع المختلفة لهذا الاسم موحدة نسبياً. في النرويجية تستخدم صيغة أولاف أكثر من غيرها. بينما في السويدية فتستخدم في معظم الأحيان صيغ مثل أولاف أو أولوف. بينما الأيرلندية والاسكتلندية فتستخدم صيغ مثل أمهلاويف وأوف وأوليف.
في اللاتينية عادة ما تتحول الصيغتان Olav وOlaf إلى أولاوس (مع أو بدون تريما حول u)، في صيغة المضاف إليه في حال الملكية كما في كل الأسماء اللاتينية المنتهية بـus تتحول إلى أولاي. كمثال على ذلك أولاف بيترسون (أحد أتباع مارتن لوثر). حيث يُعرف في اللاتينية باسم Olaus Petri اللاتينية الأخرى هي أولافيوس وأولافيس.
يوم 29 يوليو هو اليوم المخصص للاحتفاء باسم أولاف في النرويج، ويُطلق عليه اسم أولاسوك.

## التطور والانتشار
ÓlafR و ÓlæifR كانت من بين أسماء الذكور العشرة الأكثر شيوعاً في البلدان النوردية فقد ظهر في النقوش الرونية من عصر الفايكنج، ولهذا فربما كان الاسم شائعاً جداً في ذلك الوقت. بلدان الشمال الأوروبي. كانت الطرق الأكثر شيوعاً لكتابة الاسم olafr و ulafR،  كما في النقش المسمى بـ Lungardsteinen أو حجر لونغور الذي تم العثور عليه في حديقة بمدينة لوند في السويد. يتكون الاسم مختزل من مقطعين من النوردية البدائية، الأول anu (=) والتي يقابلها بالنرويجية ane أو stamfar واللتان تعنيان الجد الأكبر، والمقطع الثاني laibaR والذي تقابله كلمة levn والتي تعني أثر في النرويجية. في الانتقال من النوردية القديمة إلى الإسكندنافية تم إدغام Anulaibar وتحول الاسم إلى Olafr. في عصر الفايكنج أخذ الاسم صيغة Anlaib في الأيرلندية و Anlaf في الأنجلوسكسونية. أولاف تريغفاسون دُعي باسم Anlaf في دبلوم من 991.
كان اسم أولاف بصيغتيه Olav و Olaf اسمًا شائعًا جدًا في النرويج في العصور الوسطى. تم ذكر أكثر من 550 شخصًا مختلفًا يحمل الاسم في السجل النرويجي أو ما يعرف بـ Regesta Norvegica.
بعد الإصلاح الديني، انتشر الاسم أكثر من ذي قبل، ربما كنوع من التقدير للأسقف المنفي أولاف إنجلبريكتسون،  في هذا الوقت كانت الصيغ Ola و Ole أكثر شعبية.
بعدها عادت الصيغة Olav لتصبح مرة أخرى من بين الأسماء الأكثر استخدامًا للأولاد في الفترة مابين 1880-1950، وبلغت ذروتها في عام 1906، وربما يعود سبب ذلك إلى ولي العهد آنذك ألكسندر فريدريك بالمعمودية وحمل بعدها اسم أولاف في عام 1905 عندما أصبح والده هاكون السابع ملك النرويج. كانت الصيغة Olaf في السابق أكثر شيوعًا، لكن بعد عام 1905 أصبح أقل شيوعًا من Olav.
Olav هو الآن اسم شائع في النرويج واستونيا. الصيغ Olavi و Ólafur شائعة في فنلندا وأيسلندا على الترتيب. أشكال أخرى واسعة الانتشار هي Olof في السويد وفنلندا، Ólavur في جزر فارو، Uolevi في فنلندا، Olaf في ألمانيا وجزر فارو، Olov في السويد.قالب:Navnetabelltopp
قالب:Navnetabellrad
قالب:Navnetabellrad
قالب:Navnetabellrad
قالب:Navnetabellrad
قالب:Navnetabellrad
قالب:Navnetabellrad
قالب:Navnetabellrad
قالب:Navnetabellrad
قالب:Navnetabellrad
قالب:Navnetabellrad
قالب:Navnetabellrad
قالب:Navnetabellrad
قالب:Navnetabellrad
قالب:Navnetabellrad
قالب:Navnetabellrad
قالب:Navnetabellrad
قالب:Navnetabellrad
قالب:Navnetabellrad
قالب:Navnetabellrad
قالب:Navnetabellrad
قالب:Navnetabellrad
قالب:Navnetabellrad
قالب:Navnetabellrad
قالب:Navnetabellrad
قالب:Navnetabellrad
قالب:Navnetabellrad
قالب:Navnetabellrad
قالب:Navnetabellrad
قالب:Navnetabellrad
قالب:Navnetabellrad
قالب:Navnetabellrad
قالب:Navnetabellrad
قالب:Navnetabellrad
قالب:Navnetabellrad
قالب:Navnetabellrad
قالب:Navnetabellrad
قالب:Navnetabellrad
قالب:Navnetabellrad
قالب:Navnetabellrad
قالب:Navnetabellrad
قالب:Navnetabellrad
قالب:Navnetabellrad
قالب:Navnetabellrad
قالب:Navnetabellrad
قالب:Navnetabellrad
قالب:Navnetabellrad
قالب:Navnetabellrad
قالب:Navnetabellrad
قالب:Navnetabellrad
قالب:Navnetabellrad
قالب:Navnetabellrad
قالب:Navnetabellrad
قالب:Navnetabellrad
قالب:Navnetabellrad
قالب:Navnetabellrad
قالب:Navnetabellrad
قالب:Navnetabellrad
قالب:Navnetabellrad
قالب:Navnetabellrad
قالب:Navnetabellrad
قالب:Navnetabellrad
قالب:Navnetabellrad
قالب:Navnetabellrad
قالب:Navnetabellrad
قالب:Navnetabellrad
قالب:Navnetabellrad
قالب:Navnetabellrad
قالب:Navnetabellrad
قالب:Navnetabellrad
قالب:Navnetabellrad
قالب:Navnetabellrad
قالب:Navnetabellrad
قالب:Navnetabellrad
قالب:Navnetabellrad
قالب:Navnetabellrad
قالب:Navnetabellrad
قالب:Navnetabellrad
قالب:Navnetabellrad
قالب:Navnetabellrad
قالب:Navnetabellrad
قالب:Navnetabellrad
قالب:Navnetabellrad
قالب:Navnetabellrad
قالب:Navnetabellrad
قالب:Navnetabellrad
قالب:Navnetabellrad
|}|}
حل Olav عام 1998 في المركز الخامس لأكثر الأسماء شيوعاً في القسم الثاني من الأسماء المركبة عند الذكور في النرويج. وكانت أكثر تلك الأسماء شيوعاً: Per Olav، و Jan Olav و Svein Olav .

## مشاهير بهذا الاسم

### ملوك النرويج
- أولاف تريغفاسون (تقريبا. 968-1000) ملك 995
- أولاف المقدس (995-1030) ملك 1015 إلى 1028
- أولاف كيري (تقريبا. 1050-1093), ملك 1067
- أولاف هاكونسون (1370–1387) ملك الدنمارك 1376 من النرويج من 1380
- أولاف الخامس (1903–1991) ملك 1957

### أشخاص آخرون
- أولوف سكو (980-1022), ملك السويد من 995
- أولاف دوون (1876-1939)، كاتبة نرويجية
- أولوف ستين (1882-1944), norwegian speed skater
- أولاف بول (1883-1933)، شاعر نرويجي
- Olof Lagercrantz (1911-2002)، كاتبة سويدية
- أولوف بالمه (1927-1986)، سياسي سويدي
- أولاف هيستينس (1930-1996)، محام في المحكمة العليا ومحامي دفاع
- أولاف ستيدجي (ب 1953), موسيقي
- أولاف هينينغ تومسن (ب 1966), سياسي

### شخصيات خيالية
- الكونت أولاف الرومانسية سلسلة سلسلة من الأحداث المؤسفة من ليموني سنيكيت
- Oluf Rallkattli، الشخصية الرئيسية في سلسلة من الكتب الفكاهية والتمثيليات من Arthur Arntzen